# Kigali (settore)
Kigali è un settore (imirenge) del Ruanda, parte della Provincia di Kigali e del distretto di Nyarugenge. Costituisce l'area centrale e più moderna della capitale del paese Kigali.